# جان عزیز (ترانه تیلور سوئیفت)
«جان عزیز» (به انگلیسی: Dear John) تک‌آهنگی از هنرمند اهل ایالات متحده آمریکا تیلور سوئیفت است.